# Hrabstwo Saline (Arkansas)

Piramida wieku hrabstwa

Hrabstwo Saline – hrabstwo w USA, w stanie Arkansas. Według danych z 2010 roku, hrabstwo zamieszkiwało 107118 osób.

## Miejscowości
- Bauxite
- Benton
- Bryant
- Haskell
- Shannon Hills
- Traskwood

## CDP
- Avilla
- East End
- Salem